# Mousseaux-Neuville
 Mousseaux-Neuville  là một xã thuộc tỉnh Eure trong vùng Normandie miền bắc nước Pháp.